# Etainia ochrefasciella
Etainia ochrefasciella is een vlinder uit de familie van de dwergmineermotten (Nepticulidae). De wetenschappelijke naam is voor het eerst voorgesteld als Nepticula ochrefasciella door Vactor Tousey Chambers in een publicatie uit 1873.
De soort komt voor in de Verenigde Staten.